# Берналільйо (округ, Нью-Мексико)
Шаблон:StateAbbr_ 35°03′ пн. ш. 106°40′ зх. д. / 35.05° пн. ш. 106.67° зх. д.
Округ Берналільйо (англ. Bernalillo County) — округ (графство) у штаті Нью-Мексико, США. Ідентифікатор округу 35001.

## Історія
Округ утворений 1852 року.

## Демографія
За даними перепису 
2000 року 
загальне населення округу становило 556678 осіб, зокрема міського населення було 532335, а сільського — 24343.
Серед мешканців округу чоловіків було 271904, а жінок — 284774. В окрузі було 220936 домогосподарств, 141237 родин, які мешкали в 239074 будинках.
Середній розмір родини становив 3,06.
Віковий розподіл населення поданий у таблиці:
| Стать    | До 15 років | 15-21 | 22-29 | 30-39 | 40-49 | 50-65 | 65-85 | Понад 85 |
| -------- | ----------- | ----- | ----- | ----- | ----- | ----- | ----- | -------- |
| Чоловіки | 59449       | 29118 | 31944 | 42580 | 41945 | 40028 | 24576 | 2264     |
| Жінки    | 57559       | 28544 | 31758 | 41951 | 44476 | 43170 | 32136 | 5180     |

## Суміжні округи
- Сандовал — північ
- Санта-Фе — схід
- Торренс — схід
- Валенсія — південь
- Сібола — захід

## Виноски
1. ↑  U.S. Decennial Census. United States Census Bureau. Архів оригіналу за 12 квітня 2013. Процитовано 1 січня 2015.
2. ↑  Historical Census Browser. University of Virginia Library. Архів оригіналу за 11 серпня 2012. Процитовано 1 січня 2015.
3. ↑  Population of Counties by Decennial Census: 1900 to 1990. United States Census Bureau. Архів оригіналу за 16 квітня 2015. Процитовано 1 січня 2015.
4. ↑  Census 2000 PHC-T-4. Ranking Tables for Counties: 1990 and 2000 (PDF). United States Census Bureau. Архів оригіналу (PDF) за 18 грудня 2014. Процитовано 1 січня 2015.
5. ↑  State & County QuickFacts. United States Census Bureau. Архів оригіналу за 7 липня 2011. Процитовано 27 вересня 2013.(англ.) Наведено за англійською вікіпедією.
6. ↑  American FactFinder. Бюро перепису населення США. Архів оригіналу за 26 лютого 2012. Процитовано 31 січня 2008. [Архівовано 2008-05-21 у Wayback Machine.]

| США | Це незавершена стаття з географії США. Ви можете допомогти проєкту, виправивши або дописавши її. |